# Мельново (Свислочский район)
Мельново (бел. Мяльно́ва) — посёлок в Свислочском районе Гродненской области Белоруссии. В составе Свислочского сельсовета. Пригород Свислочи.

## География
Расположена железнодорожная станция Свислочь, в 2,6 км на юго-запад от города Свислочь.
Пролегают дороги Н-6398, Н-6399.
Ближайшие населённые пункты город Свислочь (пригород), Грицки и др.

## Этимология
Назван в честь Героя Советского Союза Ивана Михайловича Мельнова, который, как считалось, погиб при освобождении района. По иным данным, Мельнов погиб около Свислочи Гродненского района. Название посёлка сохранилось.

## Население

### Численность
- 2009 год — 205 жителей

### Динамика
- 2003 год — 212 жителей, 88 дворов
- 2009 год — 205 жителей (перепись населения)[2]